# Campionato del mondo di scacchi 2016
Il campionato del mondo di scacchi 2016 è stato un incontro tra il campione del mondo in carica Magnus Carlsen e Sergej Karjakin, sfidante selezionato tramite un torneo dei candidati a otto giocatori.
Il match si è svolto a New York dall'11 al 30 novembre e si è concluso con la vittoria di Carlsen allo spareggio dopo il pareggio 6-6 delle partite a tempo regolamentare.

## Qualificazioni

### FIDE Grand Prix
Il FIDE Grand Prix è stato un ciclo di quattro tornei svoltisi in quattro località differenti (Baku, Tashkent, Tbilisi e Chanty-Mansijsk); vi hanno partecipato 16 giocatori, scelti in parte per Elo, in parte per i risultati nella Coppa del Mondo del 2013 e in parte per invito. Ad ogni torneo partecipavano 12 giocatori, che si affrontavano in un girone all'italiana; ogni giocatore ha preso parte a tre tornei. La classifica finale era determinata da punti basati sui piazzamenti nei singoli tornei.
Il vincitore del Grand Prix è stato Fabiano Caruana, che ha vinto ex aequo due dei tre tornei a cui ha partecipato; il secondo classificato è stato Hikaru Nakamura, vincitore ex aequo di uno dei tornei.

### Coppa del Mondo
La Coppa del Mondo è stato un torneo ad eliminazione diretta tra 128 giocatori, svoltosi a Baku dal 10 settembre al 5 ottobre 2015; ogni turno consisteva in un mini-match di due partite a tempo di riflessione lungo, con spareggi di gioco rapido e lampo in caso di parità. I giocatori vi si sono qualificati in vari modi, in parte per Elo, in parte attraverso qualificazioni continentali e in parte secondo altri criteri.
Vincitore è stato Sergej Karjakin, che ha sconfitto Pëtr Svidler in finale per 6-4 al terzo spareggio.

### Torneo dei candidati
Lo sfidante al campione del mondo in carica Magnus Carlsen è stato scelto tramite un torneo dei candidati, che si è disputato a Mosca dal 10 al 30 marzo 2016, con la formula del doppio girone all'italiana tra otto giocatori, qualificati come segue:
- Viswanathan Anand (come giocatore sconfitto nel mondiale 2014);
- Fabiano Caruana e Hikaru Nakamura (come primi classificati del FIDE Grand Prix 2014-2015);
- Pëtr Svidler e Sergej Karjakin (come finalisti della Coppa del Mondo di scacchi 2015);
- Veselin Topalov e Anish Giri (come i giocatori, non qualificati altrimenti, con la media Elo più alta nel 2015);
- Lewon Aronyan (come giocatore nominato dagli organizzatori)[4].

La cadenza di gioco è stata di 100 minuti per le prime 40 mosse, 50 minuti per le successive 20 e 15 minuti per finire, con un incremento di 30 secondi a partire dalla 61ª mossa. In caso di parità, il primo criterio di spareggio erano gli scontri diretti, il secondo il numero di vittorie ed il terzo il punteggio Sonneborn-Berger.
| Pos. | Giocatore                      | Rating | 1 | 1 | 2 | 2 | 3 | 3 | 4 | 4 | 5 | 5 | 6 | 6 | 7 | 7 | 8 | 8 | Punti | Spareggi        | Spareggi | Spareggi |
| Pos. | Giocatore                      | Rating | 1 | 1 | 2 | 2 | 3 | 3 | 4 | 4 | 5 | 5 | 6 | 6 | 7 | 7 | 8 | 8 | Punti | Scontri diretti | Vittorie | S-B      |
| ---- | ------------------------------ | ------ | - | - | - | - | - | - | - | - | - | - | - | - | - | - | - | - | ----- | --------------- | -------- | -------- |
| 1    | Sergej Karjakin ( Russia)      | 2757   |   |   | 1 | ½ | 1 | 0 | ½ | ½ | ½ | ½ | ½ | ½ | 1 | ½ | 1 | ½ | 8,5   |                 |          |          |
| 2    | Fabiano Caruana ( Stati Uniti) | 2802   | ½ | 0 |   |   | 1 | ½ | ½ | ½ | ½ | ½ | ½ | ½ | 1 | ½ | ½ | ½ | 7,5   | 1,5             |          |          |
| 3    | Viswanathan Anand ( India)     | 2791   | 1 | 0 | ½ | 0 |   |   | 1 | ½ | 1 | ½ | ½ | ½ | ½ | 0 | 1 | ½ | 7,5   | 0,5             |          |          |
| 4    | Pëtr Svidler ( Russia)         | 2729   | ½ | ½ | ½ | ½ | ½ | 0 |   |   | ½ | 1 | ½ | ½ | ½ | ½ | ½ | ½ | 7     | 3,5             |          |          |
| 5    | Lewon Aronyan ( Armenia)       | 2770   | ½ | ½ | ½ | ½ | ½ | 0 | 0 | ½ |   |   | ½ | ½ | 1 | ½ | ½ | 1 | 7     | 3               | 2        |          |
| 6    | Anish Giri ( Paesi Bassi)      | 2790   | ½ | ½ | ½ | ½ | ½ | ½ | ½ | ½ | ½ | ½ |   |   | ½ | ½ | ½ | ½ | 7     | 3               | 0        |          |
| 7    | Hikaru Nakamura ( Stati Uniti) | 2798   | ½ | 0 | ½ | 0 | 1 | ½ | ½ | ½ | ½ | 0 | ½ | ½ |   |   | 1 | 1 | 7     | 2,5             |          |          |
| 8    | Veselin Topalov ( Bulgaria)    | 2798   | ½ | 0 | ½ | ½ | ½ | 0 | ½ | ½ | 0 | ½ | ½ | ½ | 0 | 0 |   |   | 4,5   |                 |          |          |

## Campionato del mondo
Il campionato del mondo si è svolto a New York, nella zona di South Street Seaport a Manhattan, dall'11 al 30 novembre. Si è giocato al meglio delle 12 partite, con un giorno di riposo ogni due partite e uno ulteriore tra l'undicesima e la dodicesima. In caso di parità, erano previsti spareggi di gioco rapido, lampo ed eventualmente, infine, una partita Armageddon.
La cadenza di gioco delle 12 partite è stata di 100 minuti per le prime 40 mosse, 50 minuti per le successive 20 e 15 minuti per finire, con un incremento di 30 secondi a partire dalla prima mossa, mentre quella degli spareggi è stata
- 25 minuti a giocatore più 10 secondi a mossa per un mini-match di quattro partite di gioco rapido;
- 5 minuti a giocatore più 3 secondi a mossa per due partite lampo; questa fase sarebbe potuta essere ripetuta fino ad un massimo di cinque volte;
- una partita Armageddon: il Bianco riceve 5 minuti e il Nero 4, con un incremento di 3 secondi a mossa a partire dalla sessantunesima, e il Nero vince in caso di patta.[6]

|                            | 1 | 2 | 3 | 4 | 5 | 6 | 7 | 8 | 9 | 10 | 11 | 12 | Totale |
| -------------------------- | - | - | - | - | - | - | - | - | - | -- | -- | -- | ------ |
| Magnus Carlsen ( Norvegia) | ½ | ½ | ½ | ½ | ½ | ½ | ½ | 0 | ½ | 1  | ½  | ½  | 6      |
| Sergej Karjakin ( Russia)  | ½ | ½ | ½ | ½ | ½ | ½ | ½ | 1 | ½ | 0  | ½  | ½  | 6      |

|                            | 1 | 2 | 3 | 4 | Totale |
| -------------------------- | - | - | - | - | ------ |
| Magnus Carlsen ( Norvegia) | ½ | ½ | 1 | 1 | 3      |
| Sergej Karjakin ( Russia)  | ½ | ½ | 0 | 0 | 1      |

Vincendo 3 a 1 lo spareggio Magnus Carlsen si è confermato campione del mondo.